# Boroneddu
Boroneddu (en sard, Boroneddu) és un municipi italià, dins de la província d'Oristany. L'any 2007 tenia 173 habitants. Es troba a la regió de Barigadu. Limita amb els municipis de Ghilarza, Soddì i Tadasuni.

## Administració
| Període | Identitat        | Partit        |
| ------- | ---------------- | ------------- |
| 2005-   | Fabrizio Miscali | Llista cívica |